# Liu Xiang (nuotatrice)
Liu Xiang (刘湘;T, Liú XiāngP; Canton, 1º settembre 1996) è una nuotatrice cinese.

## Carriera
È l'attuale primatista mondiale dei 50m dorso, con il tempo di 26"98, ottenuto il 21 agosto 2018 durante la finale dei XVIII Giochi asiatici di Giacarta

## Palmarès
- Mondiali:

Kazan' 2015: bronzo nei 50m dorso.
- Giochi asiatici:

Giacarta 2018: oro nei 50m dorso e argento nei 50m sl.
- Campionati asiatici

Tokyo 2016: bronzo nei 50m sl.